# Schota Kweliaschwili
Schota Kweliaschwili (georgisch შოთა ქველიაშვილი; * 1. Januar 1938 in Tiflis, Georgische SSR; † 25. April 2004 ebenda) war ein georgischer Sportschütze, der für die Sowjetunion aktiv war.

## Erfolge
Schota Kweliaschwili nahm an zwei Olympischen Spielen teil. Bei den Olympischen Spielen 1964 in Tokio erzielte er mit dem Freien Gewehr im Dreistellungskampf über 300 m 1144 Punkte, womit er hinter Gary Anderson und vor Martin Gunnarsson die Silbermedaille gewann. 1968 verpasste er in Mexiko-Stadt als Viertplatzierter knapp einen weiteren Medaillengewinn, mit 1142 Punkten blieb er sechs Punkte hinter dem drittplatzierten Kurt Müller. Im Jahr darauf wurde er in dieser Disziplin in Pilsen Europameister im Einzel, während er im knienden Anschlag den zweiten Platz belegte.